# Kaffee-Hag-Album

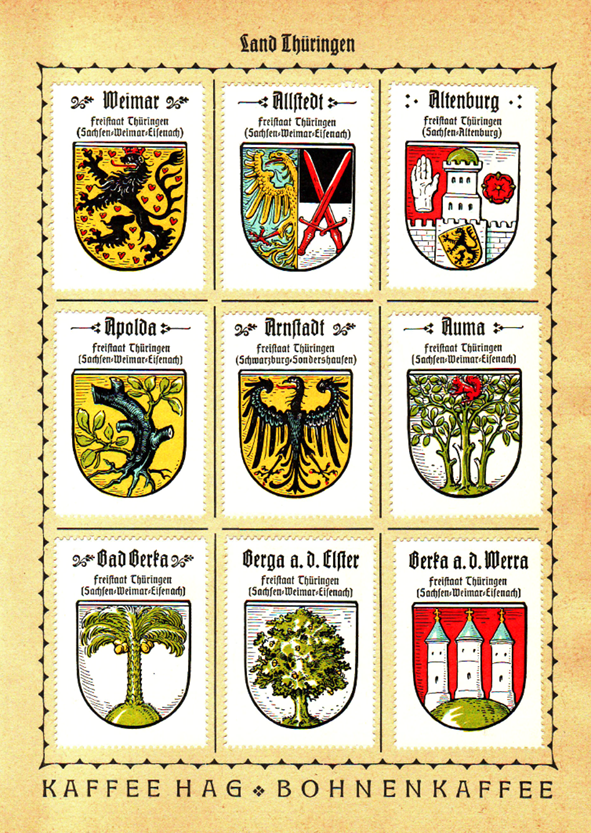
Seite aus einem Kaffee-Hag-Album mit neun Wappen Thüringer Städte

Ein Kaffee-HAG-Album war ein Sammelalbum für Sammelbilder mit Wappen, die den Produkten der Marke Kaffee HAG in der ersten Hälfte des 20. Jahrhunderts (einzeln) beilagen oder von der Firma (bogenweise) bezogen werden konnten. Die Sammelbilder wurden im Weltformat V (4 × 5,66 cm) produziert.
Im Jahr 1913 berichteten die Medien erstmals von der Absicht der Firma Kaffee Hag, die Wappen aller Gemeinden, Flecken und Dörfer Deutschlands, der Schweiz, Hollands und Frankreichs einer breiten Öffentlichkeit in Form von Werbemarken näher zu bringen. Allein die Reihe Deutsche Ortswappen sollte 3000 Wappen umfassen, tatsächlich wurden es noch mehr. Die den Kaffeepackungen beigelegten Wappenmarken sollten von den Konsumenten gesammelt und getauscht werden. Eine gewisse Anzahl von Bons berechtigte zum Bezug eines Albums, in welches die Marken eingeklebt werden konnten. Später – so die Vorstellung der Firma Hag – sollten auch geistliche und Geschlechterwappen in die Sammlung miteinbezogen werden.
Zur Umsetzung des Projektes wurden namhafte Sachverständige auf dem Gebiet der Heraldik beigezogen. So wurden die deutschen Wappen von Otto Hupp, einem der damals international angesehensten Heraldiker, gezeichnet. Die Schweizer Wappen wurden in enger Verbindung mit der „Schweizer Heraldischen Gesellschaft“ hergestellt, deren Präsident Paul Ganz die richtige Zuordnung der Wappen überwachte. Die holländische Sammlung stammte von dem Heraldiker Sytze Gerke van der Laars. Dem französischen Wappenalbum (vertrieben unter dem Handelsnamen Sanka) wurde auch eine Landkarte mit Übersicht über die Départements beigegeben. In Österreich wurde das erste Sammelbuch erst 1931 ausgegeben. Es enthielt eine Serie von 150 Wappenmarken mit den Landes-, Städte- und Gemeindewappen. Die Wappenbilder waren ein Werk des Wappenmalers Ernst Krahl, eines Neffen von Karl Krahl.
Die Veröffentlichung der in Archiven verwahrten, dem Publikum sonst nur schwer zugänglichen Wappenbilder in Form von Werbemarken wurde von Zeitgenossen als Pionierarbeit gelobt und ihre Eignung als Hilfsquellen für den Unterricht in Geschichte, Geographie und Heimatkunde hervorgehoben.